# Marie-Emile
Claude Boismard (conocido como Marie-Emile) (1916 - 23 de abril de 2004) era un exégeta francés. Graduado en Teología (Saulchoir) y Ciencias Bíblicas (Roma), fue profesor de la Escuela de Jerusalén y en la universidad de Freiburg en Suiza. Él admitió la parte particular en la traducción de la biblia de Jerusalén y realizó Sinopsis de los cuatro evangelios. En 1988, había sido hecho doctor honorario de la universidad católica de Lovaina (KUL). El francés dominicano marcó la interpretación del siglo del siglo XX e influenció varias generaciones de estudiantes y de investigadores.

## Trabajos
- El Apocalipsis (la biblia santa traducida a francés bajo dirección de la escuela bíblica de Jerusalén), París, Éd. macho, 1950.
- El prólogo de santo, París, Éd. macho, “Lectio Divina” 11, 1953.
- Bautismo en Cana (Jean 1.19-2.11), París, Éd. macho, “Lectio Divina” 18, 1956.
- Cuatro himnos bautismales en el primer epistle de Pierre, París, Éd. macho, “Lectio Divina” 30, 1961.
- Synopse de los cuatro evangelios franceses con paralelos de los libros apocryphal y de los padres, vol. I, textos, con P. Benoit, París, Éd. macho, 1965.
- Synopse de los cuatro evangelios franceses, vuelo. II, comentario, con P. Benoit, A. Lamouille y P. Sandevoir, París, Éd. macho, 1972.
- Synopse de los cuatro evangelios franceses, vuelo. III, el evangelio de Jean, con A. Lamouille y G. Rochais, París, Éd. macho, 1977. Vida de los evangelios. Iniciación con la crítica de los textos, con A. Lamouille, París, Éd. macho, el an o 80. El texto occidental de los actos de los Apostles. Reconstitución y rehabilitación, (vuelo 2.) (síntesis 17), con A. Lamouille, París, Éd. Civilizaciones excesivas de la búsqueda, 1984. Nueva edición enteramente refundida (estudios bíblicos NS 40), París, J. Gabalda, 2000. Sinopsis Graeca Quattuor Evangeliorum, con A. Lamouille, Leuven-París, Peeters, 1986. Moïse o Jesús. La prueba del christology johannic (BETL, 86), Leuven, universidad Presiona-Peeters, 1988. Actos de los dos apostles (vuelo 3.) con A. Lamouille (estudios bíblicos 12-14), París, J. Gabalda, 1989. Un evangelio del pre-johannique (F. vol. I [Jean 1.1-2.12] en 2 volúmenes, con Arnaud Lamouille, París, Gabalda [estudios bíblicos, n.s. 17-18], 1993; vuelo. II [Jean 2.13-4.54] en 2 volúmenes, París, Gabalda [estudios bíblicos n.s. 24-25], 1994; vuelo. III). El evangelio del orujo. Su prehistoria (F. París, Gabalda [estudios bíblicos n.s. 26], 1994). ¿Es alambique necesario para hablar sobre la “resurrección”? (F. París, Stag, 1995) Jesús, hombre de Nazareth, dicho por Marc el evangelista, Éd. macho, 1996. El martirio del apostle de Jean (CRB 35), París, Gabalda, 1996. El evangelio de la niñez (Luc 1 - 2) según el proto-Luc (estudios bíblicos 35), París, J. Gabalda, 1997. En busca del proto-Luc (estudios bíblicos 37), París, J. Gabalda, 1997. En el amanecer del cristianismo. Antes del nacimiento de los dogmas (teología), París, Stag, 1998. *¿Persona textual o crítica de los artes? Jean 7.1-51 (CRB 40), París, J. Gabalda, 1998. *La letra de Paul santo en Laodicéens encontró y comentó encendido (CRB 42), París, Gabalda, 1999.
- El enigma de la letra en Éphésiens (estudios bíblicos NS 39), París, J. Gabalda, 1999. Bautismo según la nueva voluntad (teologías), París, el macho, 2001.
- Cómo Luc alteró el evangelio de Jean (CRB 51), París, J. Gabalda, 2001.
- El evangelio según Mateo, según un papiro de la colección de Schøyen.
- Análisis literarios (CRB 55), París, Gabalda, 2003.

- Datos: Q5947314
- Multimedia: Marie Émile (given name) / Q5947314